# Паклеле (Бузау)
Паклеле (рум. Pâclele) насеље је у Румунији у округу Бузау у општини Берка. Oпштина се налази на надморској висини од 220 m.

## Становништво
Према подацима из 2002. године у насељу је живело 242 становника, од којих су сви румунске националности.